# Mons, Gard
Mons là một xã trong vùng Occitanie. Xã Mons, Gard nằm ở khu vực có độ cao trung bình 179 mét trên mực nước biển.